# Carebaco-Meisterschaft 1995
Die Carebaco-Meisterschaft 1995 im Badminton fand vom 20. bis zum 27. August 1995 in Kingston in Jamaika statt.

## Sieger und Platzierte
| Disziplin    | Gold                              | Silber                      | Bronze                            |
| ------------ | --------------------------------- | --------------------------- | --------------------------------- |
| Herreneinzel | Kenneth Erichsen                  | Robert Richards             | Argyle Maynard                    |
| Herreneinzel | Kenneth Erichsen                  | Robert Richards             | Roy Paul jr.                      |
| Dameneinzel  | Debra O’Connor                    | Maria Leyow                 | Terry Leyow                       |
| Dameneinzel  | Debra O’Connor                    | Maria Leyow                 | Beverly Tang Choon                |
| Herrendoppel | Paul Leyow Roy Paul jr.           | Kenneth Erichsen Pedro Yang | Oscar Brandon Hedwig de la Fuente |
| Herrendoppel | Paul Leyow Roy Paul jr.           | Kenneth Erichsen Pedro Yang | Neil Abrahams Wayne Fung          |
| Damendoppel  | Debra O’Connor Beverly Tang Choon | Maria Leyow Terry Leyow     | Gloria Chung Caroline Vaughn      |
| Damendoppel  | Debra O’Connor Beverly Tang Choon | Maria Leyow Terry Leyow     | Yesenia Leon Ruiz Edith Loza      |
| Mixed        | Paul Leyow Terry Leyow            | Robert Richards Maria Leyow | Roy Paul jr. Christine Leyow      |
| Mixed        | Paul Leyow Terry Leyow            | Robert Richards Maria Leyow | Daron Dasent Beverly Tang Choon   |
| Teams        | Jamaika                           | Trinidad und Tobago         | Guatemala                         |